# هاري فورستر
هاري فورستر (بالإنجليزية: Harry Forrester)‏ (2 يناير 1991 بميلتون كينز في المملكة المتحدة - ) هو لاعب كرة قدم بريطاني في مركز الوسط. شارك مع منتخب إنجلترا تحت 16 سنة لكرة القدم ومنتخب إنجلترا تحت 17 سنة لكرة القدم. أما مع النوادي، فقد لعب مع أستون فيلا ونادي برينتفورد ونادي دونكاستر روفرز ونادي رينجرز ونادي كيلمارنوك.

## وصلات خارجية
- هاري فورستر على موقع قاعدة بيانات كرة القدم.إي يو (الإنجليزية)
- هاري فورستر على موقع Soccerbase.com (لاعب) (الإنجليزية)
- هاري فورستر على موقع Soccerway.com (الإنجليزية)
- هاري فورستر على موقع عالم كرة القدم.نت (الإنجليزية)